# Ваня Марушич
Ваня Марушич (хорв. Vanja Marušić; нар. в Рієці) — хорватська правниця, керівниця прокуратури Приморсько-Горанської жупанії у 2015-2018 рр., директорка Управління з припинення корупції та організованої злочинності (УПКОЗ) з 19 листопада 2018.

## Життєпис
1997 року закінчила юридичний факультет Рієцького університету. Наступного року стала стажисткою у прокуратурі Приморсько-Горанської жупанії. До липня 2003 р. працювала радницею у міській прокуратурі Рієки, після чого призначена заступницею міського прокурора Рієки. Новою сходинкою її кар'єри в системі хорватської прокуратури став її перехід у жовтні 2011 р. з посади заступниці прокурора Рієки на роботу в УПКОЗ, що принесло їй можливість займатися гучними справами та увагу ЗМІ. На цій посаді стала відома широкій громадськості, коли разом із дотеперішньою директоркою УПКОЗ Тамарою Лаптош представляла сторону звинувачення на судових процесах проти колишнього прем'єр-міністра Іво Санадера, особливо в антикорупційному процесі над Іво Санадером у справі «INA-MOL» та справі за звинуваченням в отриманні хабара від банку «Hypo banka». У першій згаданій справі фігурує також директор «MOL» Жолт Ернаді, недоступний для хорватської судової влади як громадянин Угорщини, від якого Санадер одержав 10 млн євро хабара за згоду передати газовий бізнес та частку в «INA». За цей злочин Санадер спочатку отримав 10 років позбавлення волі, які згодом Верховний суд зменшив до восьми з половиною, але і цей рішенець у липні 2015 р. скасував Конституційний суд. Ваня Марушич також представляла сторону обвинувачення у повторному суді над Санадером у справі оборудки «INA-MOL», але з огляду на її нову посаду, цю справу може отримати інший прокурор. На початку повторного розгляду справи «Hypo banka», за якою Санадера було засуджено на два з половиною роки ув'язнення, Ваня Марушич заявила, що в цьому випадку наживи на війні, хоча він і датується 1994 роком, немає встановленого строку давності, як стверджував захист Санадера, звинуваченого в отриманні в середині 1990-х комісії в розмірі 3,6 млн. кун від австрійського «Hypo Bank», який у роки війни дав Хорватії кредит на придбання будівель під дипломатичні представництва.
Із січня 2015 р. обіймала в Рієці посаду прокурора Приморсько-Горанської жупанії.
2 листопада 2018 генеральний прокурор Дражен Єленич призначив Ваню Марушич новою директоркою Управління з протидії корупції та організованій злочинності, обравши її на новий чотирирічний строк на конкурсній основі, де, крім Марушич, кандидатками на цю посаду були Тамара Лаптош і керівниця відділення УПКОЗ у Рієці Сайонара Чулина. Рішення Дражена Єленича передбачало, що Марушич вступить на цю посаду 19 листопада 2018.